# Eocalocoris
Eocalocoris is een geslacht van wantsen uit de familie van de Miridae (Blindwantsen). Het geslacht werd voor het eerst wetenschappelijk beschreven door Miyamoto & Yasunaga in 1990.

## Soorten
Het genus bevat de volgende soorten:

- Eocalocoris albicerus Yasunaga & Takai, 1994
- Eocalocoris gotohi Yasunaga, Yamada & Tsai, 2023
- Eocalocoris hirashimai Miyamoto & Yasunaga, 1990